# Arctesthes fasciata
Arctesthes fasciata là một loài bướm đêm trong họ Geometridae.